# Шерокі-Бур-Піський
Шерокі-Бур-Піський (пол. Szeroki Bór Piski) — село в Польщі, у гміні Піш Піського повіту Вармінсько-Мазурського воєводства.
У 1975-1998 роках село належало до Сувальського воєводства.